# Cơ quan Trao đổi Hàn lâm Đức
Cơ quan Trao đổi Hàn lâm Đức (DAAD) là cơ quan đại diện cho các trường Đại học Đức để hỗ trợ các quan hệ hợp tác Quốc tế của các trường Đại học Đức với các nước thông qua chương trình trao đổi sinh viên, trao đổi khoa học gia qua các chương trình hỗ trợ các dự án và chương trình Học bổng. Hội này được thành lập ngày 1 tháng 1 năm 1925 theo một sáng kiến tư nhân của sinh viên ở Heidelberg, 1933 nó được lãnh đạo bởi Đức Quốc xã, 1945 bị tòa án Berlin Mitte giải tán, và vào ngày 5 tháng 8 năm 1950 lại được thành lập. Trụ sở chính nằm ở Bonn; Chủ tịch hội này từ đầu năm 2012 là bà Margret Wintermantel.

## Tài chính
Ngân sách của DAAD đa số là tiền của nhà nước, nhưng mà cũng có tiền quyên được của các mạnh thường quân và các tổ chức tư nhân (Con số: 2013):
- Bộ ngoại giao: 184 Mio. €
- Bộ Giáo dục và Nghiên cứu: 101 Mio. €
- Bộ Hợp tác Kinh tế và Phát triển: 40 Mio. €
- Liên hiệp Âu Châu: 60 Mio. €
- Linh tinh: 45 Mio. €

Ngân sách của năm 2013 là 469,662 triệu €.
DAAD trợ giúp 2013 tổng cộng 119.906 sinh viên, cử nhân, khoa học gia, nghệ sĩ và những người điều hành: trong đó 50.093 từ nước ngoài tới Đức, 69.813 người Đức học hỏi khắp mọi nơi trên thế giới.